# Axel Lundin
Axel Julius Lundin, född 30 januari 1877 i Nässjö församling, död 7 juli 1960 i Nässjö församling, var en svensk målare.
Han var son till skomakaren Alfred Anders Lundin och Emma Johanna Nilsson. Lundin studerade konst för Hugo Carlberg och under resor till Frankrike. Han medverkade med franska landskapsbilder och stadsbilder på Liljevalchs salongen 1922 och Hantverks- och industriutställningen i Jönköping 1928. Han medverkade i samlingsutställningar med Smålandskonstnärerna.
Han förblev ogift och begravdes på Anneforskyrkogården i Nässjö.